# Sulawesi
Sulawesi (früher Celebes) ist eine indonesische Insel zwischen Borneo und Neuguinea mit einer Fläche von 189.216 km².
Die Bevölkerung konzentriert sich im Südwesten um Makassar und im Norden um Manado, Kota Gorontalo, Poso, Palu und Luwuk.

## Geographie
Die Insel ist vulkanischen Ursprungs und daher stark gegliedert und von sehr unregelmäßiger Gestalt; ihre Form erinnert an einen Elefanten oder Kraken. Von der Celebessee im Norden führt die Makassarstraße im Westen von Sulawesi in die Javasee. Im Westen liegt Borneo, im Osten die Inselgruppe der Molukken, im Süden Flores, im Nordosten liegen die Sangihe- und die Talaud-Inseln.
Sulawesi wird im nördlichen Teil vom Äquator durchschnitten, was für das zentrale Bergland starke Niederschläge das ganze Jahr über bedeutet. Die Folge ist eine üppige Vegetation mit dichtem Regen- und Hochnebelwald, in dem vereinzelt indigene Gruppen leben. Zu den Seen der Insel gehören der Poso-See in Zentralsulawesi sowie die Malili-Seen, bestehend aus den größeren Seen Matano und Towuti und den kleineren Seen Lontoa, Mahalona und Masapi im Südosten der Insel.

### Vorgelagerte Inseln
An der nordöstlichen Spitze von Sulawesi befindet sich die Insel Siau mit dem Schichtvulkan Gunung Karangetang, der Ende Juli 2006 ausbrach.
Im Süden erstreckt sich eine nach der Hauptinsel Salajar benannte Inselkette. Vor der südöstlichen Küste liegen die Butoninseln mit Buton, Muna, Kabaena und Wowoni. Die Togianinseln liegen zwischen zwei Armen von Sulawesi. Die Banggai-Inseln mit Peleng liegen vor der Ostküste.

### Verwaltungsgliederung
Die Insel gliedert sich in die Provinzen:
- Gorontalo
- Sulawesi Barat (Westsulawesi)
- Sulawesi Selatan (Südsulawesi)
- Sulawesi Tengah (Zentralsulawesi)
- Sulawesi Tenggara (Südostsulawesi)
- Sulawesi Utara (Nordsulawesi)

### Klima
Bedingt durch seine Lage, die ausgedehnte Küstenlinie und die weitreichenden Formen seiner Ausläufer liegt Sulawesi im Einflussbereich verschiedener Windströmungen, die der Insel zu unterschiedlichen Zeiten Regen bringen. Dies sowie die Gebirgigkeit der Insel führen zu regional deutlich unterschiedlichen Klimata.
Während die Niederschläge im Bergland bis zu 2000 mm Regen im Jahr bringen, sind die südlichen Teile der Inseln Buton und Muna deutlich trockener mit manchmal nur 200 mm im Jahr.

## Geschichte

### Vorgeschichte

#### Früheste Besiedlungsspuren
Steinwerkzeugen aus der Fundstätte Calio im Regierungsbezirk Soppeng (4° 20′ 8′′ S, 120° 00′ 48.3′′ E) wurde ein Mindestalter von 1,04 Millionen Jahren zugeschrieben, was ein wenig älter ist als die ältesten Werkzeugfunde aus dem Soa-Becken der benachbarten Insel Flores.
Ebenfalls bislang keiner bestimmten Menschenart zugeordnet sind Steinklingen aus der Zeit vor rund 100.000 Jahren; sie könnten von Homo erectus, Homo floresiensis oder dem Denisova-Menschen stammen.
Die Besiedlung von Südsulawesi durch den anatomisch modernen Menschen (Homo sapiens) ist ab etwa 30.000 Jahren BP (vor heute) aufgrund der Radiokarbondaten von Abris in Maros belegt. Nach einer Theorie war Sulawesi ein Teil der Landbrücke für die Besiedlung von Australien und Neuguinea um 40.000 BP. Neuere Forschungen lassen aber eine Route über die Kleinen Sundainseln weiter südlich wahrscheinlicher werden.

#### Älteste Malereien der Welt
Bilder von Handumrissen in Leang Timpuseng wurden auf ein Alter von 39.900 Jahren geschätzt. 2021 wurde die Abbildung eines lebensgroßen Sulawesi-Pustelschweins in der Leang-Tedongnge-Höhle, einer Höhle im Maros-Pangkep Karst auf Sulawesi mit Hilfe der Uran-Thorium-Datierung auf ein Alter von mindestens 45.500 Jahren datiert. Damit gilt diese Abbildung als die älteste bekannte Höhlenmalerei der Welt. Auf einer Felswand in der Höhle von Leang Bulu’ Sipong, ebenfalls eine Höhle im Maros-Pangkep Karst, befinden sich Darstellungen von mehreren Tieren und Tier-Mensch-Mischwesen (Therianthropen), ausgeführt mit dunkelrotem Pigment. Das Alter dieser Malereien wird – ebenfalls aufgrund einer Uran-Thorium-Datierung – mit mindestens 43.900 Jahren angegeben; sie sind folglich die ältesten Malereien, die den Menschen darstellen.

#### Bäuerliche Besiedlung
Nach Bellwoods Modell einer südwärts gerichteten Wanderung austronesischer Bauern legen Radiokarbondaten aus Höhlen in Maros nahe, dass eine Gruppe aus dem Osten Borneos, die eine Proto-Südsulawesische Sprache (PSS) sprach, um die Mitte des zweiten Jahrtausends v. Chr. Sulawesi erreichte. Als erstes wurde wahrscheinlich die Mündung des Flusses Sa'dan an der westlichen Küste der Südwest-Halbinsel besiedelt, obwohl auch die Südküste in Frage kommt. Nachfolgende Wanderungen über die bergige Landschaft führten zur geographischen Isolation der PSS-Sprecher und zur Aufspaltung ihrer Sprache in die acht Familien der Südsulawesi-Sprachgruppe.

#### Metallzeitalter

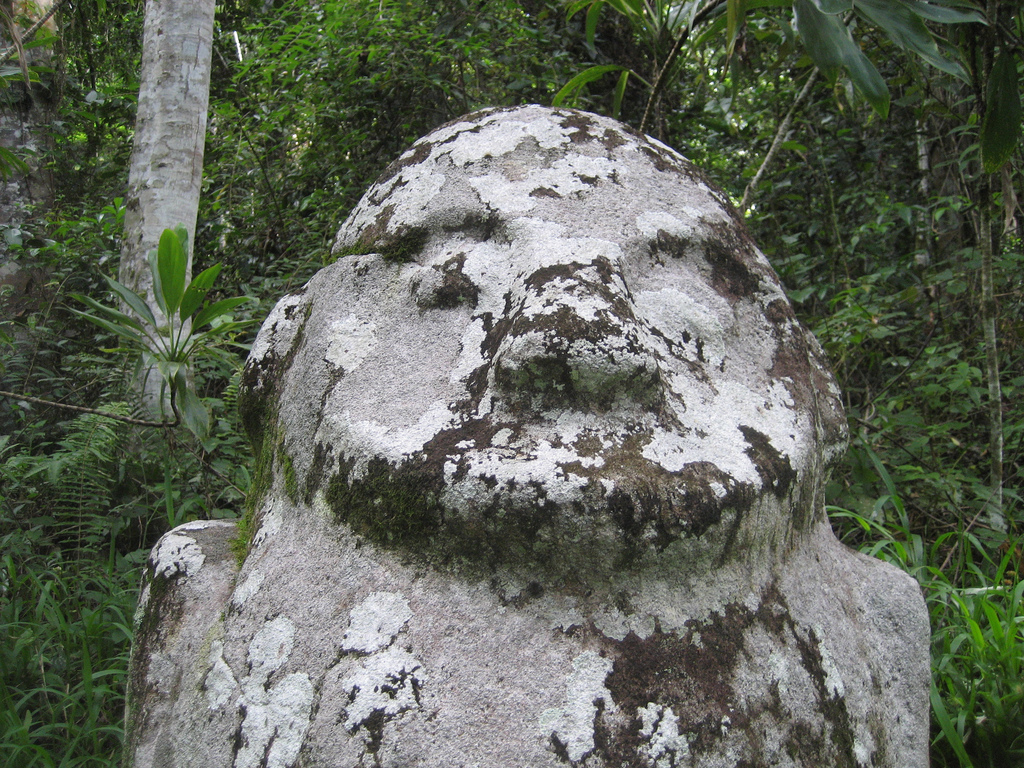
Megalith in Zentralsulawesi

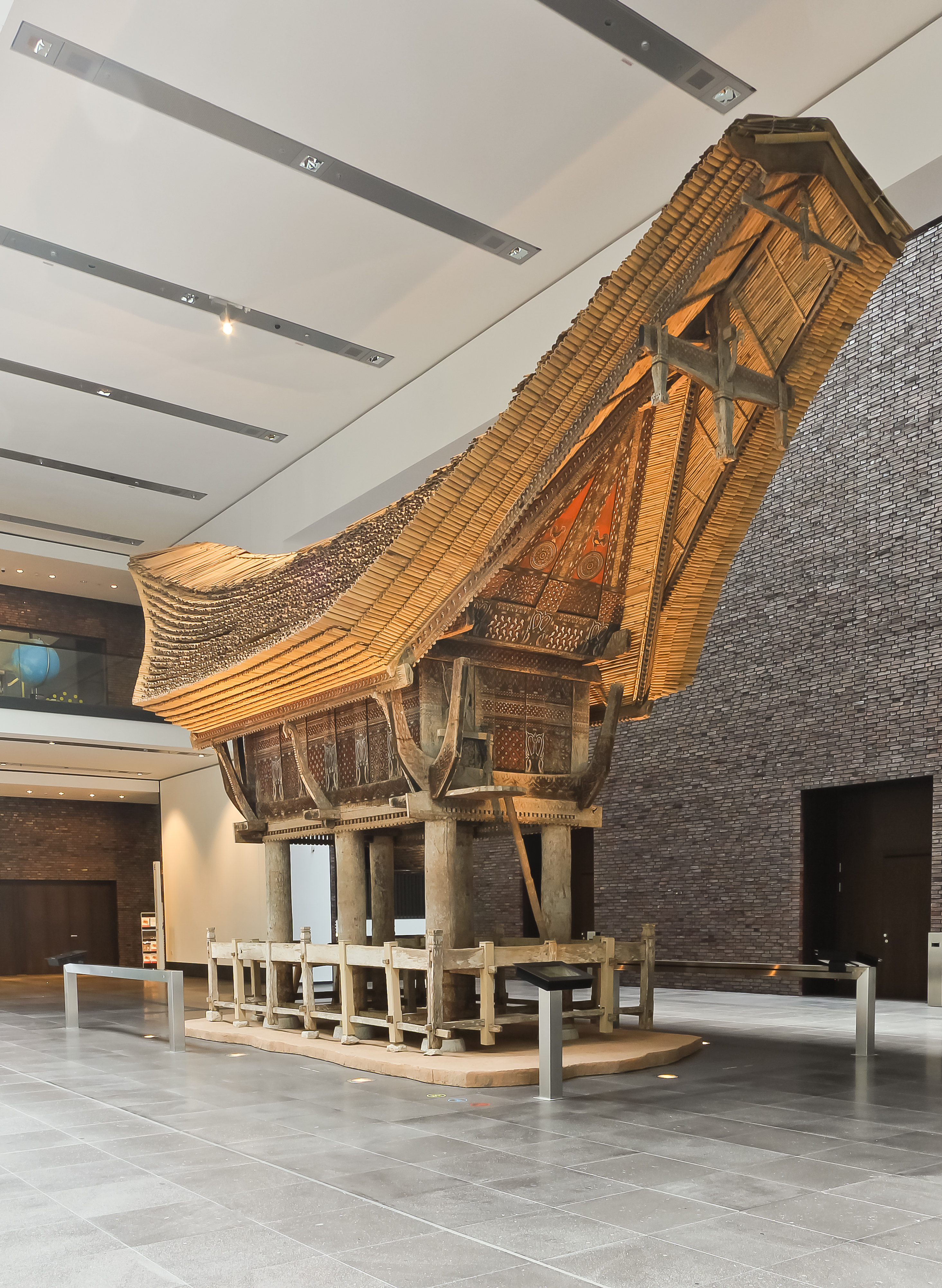
Reisspeicher aus Südsulawesi. Heute ist er im Kölner Rautenstrauch-Joest-Museum ausgestellt.

Im Bada-Tal (Zentralsulawesi) wurden Megalithe und ausgehöhlte Steine aus der Bronzezeit gefunden. Diese Megalithe stellen meistens Männer dar (75 %). Sie haben zwar weder Arme noch Beine, Geschlechtsteile sind aber dargestellt. Ob sie direkte Vorläufer der heutigen Megalithen sind, oder ob es mehrere „Steinzeiten“ gab, ist noch ungeklärt.
Das Ursprungsgebiet der Bugis – heute die größte Gruppe – lag um die Seen Tempe und Sidénréng in der Walennaé-Senke. Hier lebte die sprachliche Gruppe, die zu den modernen Bugis-Sprechern wurde, für etwa 2000 Jahre; der archaische Name dieser Gruppe, der in anderen lokalen Sprachen bewahrt wurde, war Ugiq. Die Toraja sind sprachlich die nächsten Nachbarn der Bugis. Die Bugis-Gesellschaft war vor 1200 v. Chr. in kleinen Häuptlingstümern organisiert, die gegeneinander Krieg führten. Kopfjagd war eine etablierte kulturelle Praxis. Die Wirtschaftsform war eine Mischung aus Jäger- und Sammlertum sowie Brandrodung oder Wanderfeldbau. Spekulation ist die Anpflanzung von Nassreis entlang der Ufer von Seen und Flüssen.

### Erste Reiche
Ab dem 13. Jahrhundert veränderte der Zugang zu prestigeträchtigen Handelsgütern und Eisenvorkommen langjährige kulturelle Muster. Es gelang, größere politische Einheiten aufzubauen. Ab 1400 entstand eine Reihe von landwirtschaftlich geprägten Fürstentümern im westlichen Cenrana-Tal sowie an der Südküste und an der Westküste in der Nähe des heutigen Pare-Pare.
Sulawesi wurde seit dem 15. Jahrhundert islamisiert, als der Islam in Indonesien Fuß fasste. Zuvor waren Buddhismus und Hinduismus vorherrschend, die aber stark von lokalen Traditionen durchdrungen waren. Der Islam vermischte sich ebenfalls mit traditionellen Glaubensvorstellungen.

### Die Ankunft der Europäer
Die ersten Europäer, die die Insel besuchten (sie glaubten, es sei ein Archipel wegen seiner unübersichtlichen Form) waren portugiesische Seefahrer, die im Jahre 1525 auf der Suche nach Gold von den Molukken kamen. Die Niederländer kamen im Jahr 1605 an, gefolgt von den Engländern, die in Makassar eine Handelsniederlassung gründeten.
Ab dem Jahr 1660 waren die Niederlande im Krieg mit Gowa, der damals wichtigsten Makassar-Macht an der Westküste. Im Jahr 1669 zwang Admiral Speelman den Herrscher von Gowa Sultan Hasanuddin mit der Unterzeichnung des Vertrages von Bongaya, die Kontrolle des Handels an die Niederländische Ostindien-Kompanie zu übergeben. Die Niederländer wurden in ihrer Eroberung durch die Bugis unter Kriegsherr Arung Palakka, Herrscher des Bugis-Reiches von Bone, unterstützt. Die Niederländer errichteten eine Festung in Ujung Pandang (heute Makassar), während Arung Palakka der regionale Herrscher und Bone das beherrschende Reich wurde. Die politische und kulturelle Entwicklung schien sich aber als Folge des Status quo verlangsamt zu haben.
Im Jahr 1905 wurde die gesamte Insel Teil der niederländischen Kolonie Niederländisch-Indien und blieb es bis zur japanischen Besatzung im Zweiten Weltkrieg. Im Jahre 1949, nach der indonesischen nationalen Revolution, in der der berüchtigte niederländische Kapitän „Türken“- Westerling zwischen 3000 und 4000 Menschen in Sulawesi ermorden lassen haben soll, wurde Sulawesi Teil der unabhängigen Vereinigten Staaten von Indonesien, die sich im Jahr 1945 in die Republik Indonesien umwandelte.

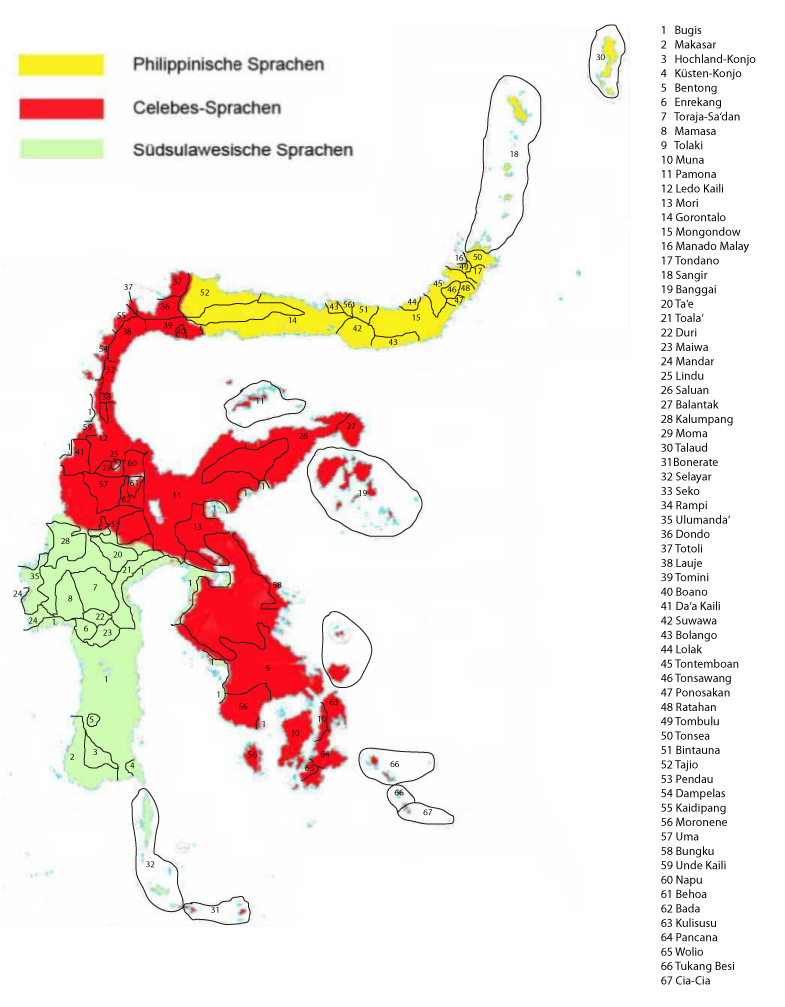
Sprachen Sulawesis

## Bevölkerung
Die Bevölkerung, rund 16 Millionen (Stand 2005), besteht aus zahlreichen Ethnien. Bekannt sind die Makassaren und Bugis von der Südwesthalbinsel, beides einst gefürchtete Piraten, die Toraja im zentralen Hochland, deren Bestattungsbräuche touristisches Interesse gefunden haben, sowie die Minahasa um Manado. Die Sprachen und traditionellen Kulturen der einzelnen Bevölkerungsgruppen unterscheiden sich wegen der jahrhundertelangen relativen gegenseitigen Isolation durch das stark von Gebirgskämmen zergliederte Relief oft völlig voneinander.
Muslime stellen mit 80 Prozent die Mehrheit, 19 Prozent sind Christen (davon gehören 17 Prozent verschiedenen protestantischen Glaubensrichtungen an, zwei Prozent sind katholisch). Der Islam ist bis auf einige Bergregionen in Sulawesi überall verbreitet.
Die auf der Insel gesprochenen Sprachen sind auf der Karte rechts dargestellt.

## Religion
Sulawesi wurde seit dem 15. Jahrhundert islamisiert, als der Islam in Indonesien Fuß fasste. Zuvor waren u. a. Buddhismus und Hinduismus vorherrschend, die aber stark von eigenen Traditionen durchdrungen waren. Der Islam vermischte sich ebenfalls mit traditionellen Glaubensvorstellungen. Mittlerweile praktiziert die Mehrheit der Muslime in Sulawesi aber einen orthodoxen Islam nach arabischem Vorbild. Mit 28 % sind die Protestanten in Zentralsulawesi zweitgrößte und in Nordsulawesi bilden sie mit 60 % sogar die größte Religionsgruppe der Region.

## Wirtschaft
Die wirtschaftliche Entwicklung Sulawesis ist von Provinz zu Provinz sehr unterschiedlich. Nur eines haben alle sechs Provinzen der Insel gemeinsam: ein Großteil der Rohstoffe und Produkte wird direkt nach Java ausgeführt. Das traditionelle Handwerk Sulawesis ist die Seidenweberei. Seidensarongs aus Sulawesi besitzen ein spezielles Muster und sind auch auf Bali und Java sehr begehrt. Hauptwirtschaftsfaktoren sind jedoch die Landwirtschaft und der Fischfang. Von Sulawesi stammen ca. 7 % aller Kaffeeexporte Indonesiens. In der Banggai-Region in Zentralsulawesi gibt es Nickelvorkommen, in Südost-Sulawesi auf der Insel Buton Asphalt, in Gorontalo Erdöl- und Erdgasförderung.

## Tourismus
Touristisch interessant ist das Toraja-Gebiet nördlich von Makassar, das zentrale Hochland – insbesondere für Dschungeltouren –, die Tauchgebiete bei Palu, das Gebiet um die Insel Bunaken nördlich von Manado, die Lembeh-Strait, die touristisch vollkommen unbekannten Banggai-Inseln (Tauchzeit Oktober bis März) südlich von Luwuk und die zum Teil noch naturbelassenen Togianinseln, die seit Oktober 2004 Nationalpark sind.
Auf der Halbinsel Minahassa liegt der Nationalpark Bogani Nani Wartabone. Er wurde von der Wildlife Conservation Society als der wichtigste Standort für die Erhaltung der wild lebenden Tiere auf Sulawesi eingestuft, weil es hier viele endemisch lebende Arten gibt.
Von besonderem Interesse ist das Schutzgebiet Tangkoko Duasaudara im äußersten Nordosten, da es von der Taucherinsel Bunaken bzw. Manado nach einer zweistündigen Fahrt relativ leicht zugänglich ist und hier einige endemische und touristisch besonders attraktive Tierarten in gut durchwachsenem sekundärwaldartigem Ambiente anzutreffen sind. Dazu gehören Hornvögel, Hammerhühner, zwei Kuskusarten, der Sulawesi-Koboldmaki und wild lebende Horden von Schopfaffen oder -makaken. Auch die im Nationalpark Lore Lindu beheimatete Megalith-Kultur ist bemerkenswert.
Nach fast 50-jähriger Bauzeit zieht sich nun der Trans-Sulawesi-Highway fast 2000 km von der Inselhauptstadt Makassar im Süden nach Manado durch die Insel.

## Geologie
Sulawesi und seine Umgebung sind geologisch gesehen relativ jung und ein komplexes Gebiet, was von der Konvergenz zwischen drei Lithosphärenplatten verursacht wird: der nordwärts strebenden Australischen Platte, der westwärts strebenden Pazifischen Platte sowie der in Südsüdost-Richtung driftenden Eurasien-Platte. Durch die Plattentektonik ist Sulawesi ein stark durch Erdbeben gefährdetes Gebiet. Beim großen Beben von 2018 und dem anschließenden Tsunami starben mehrere hundert Menschen.
Gebirge mit über 2000 m Höhe kommen in jeder der sechs Provinzen vor und machen die Insel mit 68 % Bergland zur gebirgigsten Indonesiens. Der höchste Berg heißt Rantemario (3440 m) und liegt in der Provinz Südsulawesi. Wegen der starken Gliederung der Insel gibt es kaum einen Ort auf der Insel, der weiter als 50 km vom Meer entfernt ist.
Sulawesi ist teils vulkanischen Ursprungs, die zwölf heutzutage noch aktiven Vulkane befinden sich jedoch ausschließlich im Nordteil der Insel. Am 3. Oktober 2018, wenige Tage nach dem großen Beben, schleuderte der Vulkan Soputan Asche über sechs Kilometer in die Höhe. Ein Zusammenhang zwischen den beiden Ereignissen gilt aber als sehr unwahrscheinlich.
Ein Erdbeben am 15. Januar 2021 mit der Stärke 6,2 forderte mindestens 35 Tote und 600 Verletzte.

## Flora und Fauna

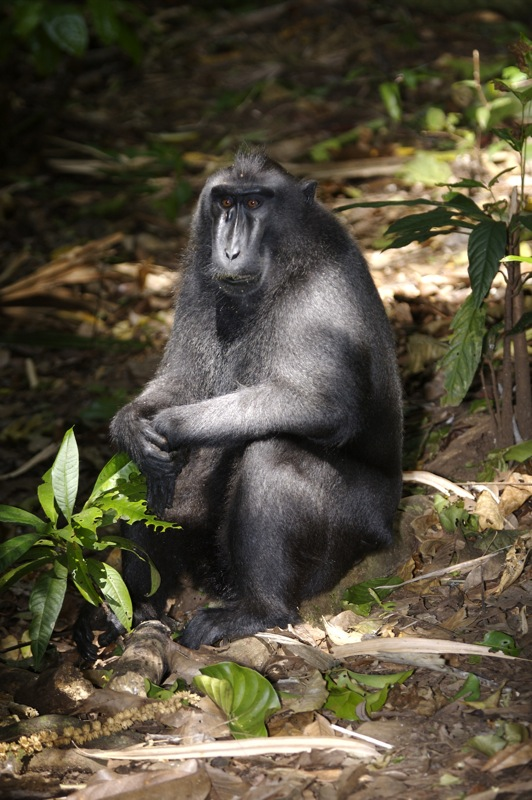
Schopfmakak im Schutzgebiet Tangkoko

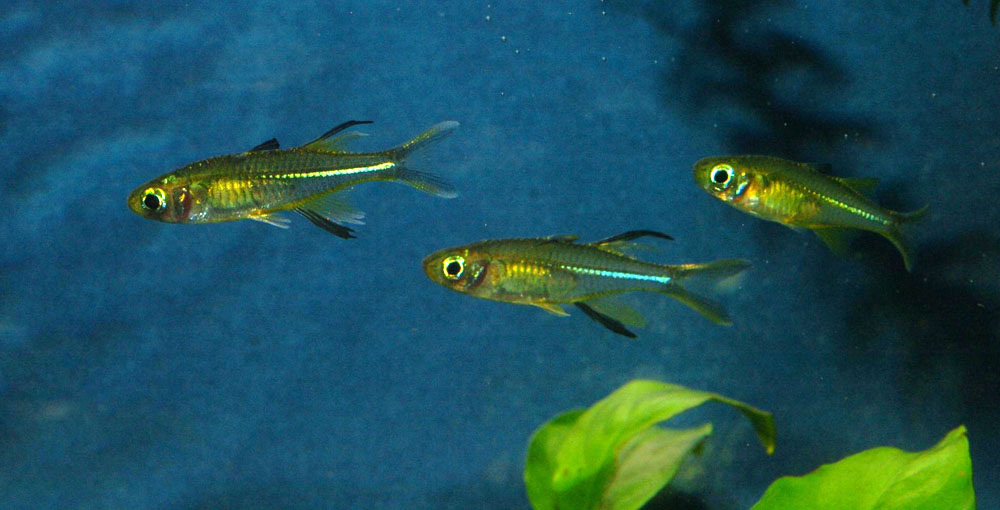
Celebes-Ährenfisch (Marosatherina ladigesi)

Die Flora und Fauna Sulawesis weist einige Besonderheiten auf. Die Insel war in ihrer geologischen Geschichte weder mit dem asiatischen Festland, noch mit dem australischen Kontinent verbunden. Trotzdem ist die Insel von einigen größeren Säugetierarten besiedelt worden, darunter sechs Affenarten (Grauarmmakak, Gorontalo-Makak, Heck-Makak, Mohrenmakak, Schopfmakak und Tonkean-Makak), die beiden Kleinrinder Tiefland-Anoa (Bubalus depressicornis) und Berg-Anoa (Bubalus quarlesi) und die Schweine Hirscheber (Babyrousa celebensis) und Sulawesi-Pustelschwein (Sus celebensis).
Auch acht der 13 rezenten Arten von Koboldmakis kommen nur auf Sulawesi vor. Eine nur auf Sulawesi vorkommende Hörnchengattung sind die Sulawesi-Zwerghörnchen (Prosciurillus). Die Beuteltiere sind durch den Bärenkuskus (Ailurops ursinus), den Großen Bärenkuskus (A. furvus) und den Sulawesi-Kuskus (Strigocuscus celebensis) vertreten. Der Mähnenhirsch (Rusa timorensis), der ebenfalls auf Sulawesi vorkommt, wurde möglicherweise in früher Zeit durch den Menschen eingeführt.
Viele Naturforscher, allen voran Wallace und Weber, haben sich um die Erforschung der Insel verdient gemacht. Sie entdeckten, dass Sulawesi genau im Zwischenbereich der asiatischen und australischen Pflanzen- und Tierwelt liegt, zwischen Wallace-Linie und Weber-Linie. Dieser Umstand ließ eine in vielen Fällen endemische Flora und Fauna entstehen. So sind alleine 12 Vogelgattungen und insgesamt 42 Vogelarten endemisch, von denen viele auf der Roten Liste gefährdeter Arten stehen. Zu den 42 endemischen Vogelarten gehören u. a. Hammerhühner, Hopf-, Rotohr-Frucht- und Sulawesifruchttauben, Celebeskuckucke, Sulawesischlangenadler, Helmhorn- und Sulawesi-Hornvogel, Sulawesizwergfischer, Finkenschnabelstare und Königsatzeln.
Die Reptilien sind mit fast 120 Arten vertreten, vier Schildkröten, 45 Echsen und 69 Schlangen.
Die Süßwasserfauna der Insel ist artenreicher als die jeder anderen ostindonesischen Insel. Insgesamt gibt es 226 Fischarten aus 112 Gattungen und 56 Familien. Primäre Süßwasserfische (Süßwasserfische ohne Salztoleranz) gibt es naturgemäß nicht. Die Grundeln sind mit 41 Arten die artenreichste Fischgruppe, gefolgt von den Reisfischen mit 20 Arten und den Sulawesi-Regenbogenfischen (Telmatherinidae) mit 19 Arten. Zusammen machen sie 43 % der Artenvielfalt aus. 65 Arten sind endemisch, darunter alle Sulawesi-Regenbogenfische, 17 Reisfische und 17 Halbschnäbler aus der Familie Zenarchopteridae (Gattung Nomorhamphus). 44 % der Fischarten kommen nur im Süßwasser vor, die übrigen kommen sowohl im Süßwasser als auch im Brackwasser vor. Teilweise sind sie anadrome oder diadrome Wanderfische.
In den Seen und Flüssen Sulawesis kommen unter anderem die Kiemenschlitzaale Monopterus albus und Ophisternon bengalense, zwei Flaggenschwänze (Kuhlia) und der Schützenfisch (Toxotes jaculatrix) vor. Zahlreich sind auch Süßwasserschnecken und Süßwasserkrabben (Parathelphusidae) vertreten. Köcherfliegen (Trichoptera) kommen mit 95 Arten vor.
Seit 1998 weiß man, dass die als lebende Fossilien bekannten Quastenflosser nicht nur bei den Komoren, sondern auch 10.000 km weiter östlich in den Tiefen des Ozeans vor Nordsulawesi beheimatet sind (siehe Manado-Quastenflosser (Latimeria menadoensis)).

### Naturschutz
Auf und vor Sulawesi wurden eine Reihe Nationalparks ausgewiesen:
| Nationalpark            | Größe km² | geograf. Lage.       | Internationale Bedeutung  |
| ----------------------- | --------- | -------------------- | ------------------------- |
| Bantimurung-Bulusaraung | 480       | Sulawesi             |                           |
| Bunaken                 | 890       | Sulawesi             |                           |
| Bogani Nani Wartabone   | 2871      | Nordsulawesi         |                           |
| Lore Lindu              | 2290      | Zentralsulawesi      | UNESCO-Biosphärenreservat |
| Rawa Aopa Watumohai     | 968       | Südostsulawesi       |                           |
| Taka Bone Rate          | 5307      | südlich von Sulawesi |                           |
| Togianinseln            | 3620      | vor Sulawesi         |                           |
| Wakatobi-Inseln         | 13900     | vor Sulawesi         |                           |

In verschiedenen Gebieten Sulawesis laufen Forschungsprojekte unter deutscher Beteiligung, u. a. mit der Universität Göttingen (Agrarbiologie) und dem ZMT Bremen.
Die indonesische Umweltorganisation JATAM beklagt 2012, dass die Bergbaufirma PT. Gemah Ripah Pratama (PT. GRP) mitten im Morowali-Naturschutzgebiet den Abbau von Nickel vorantreibe und dabei die endemische Tier- und Pflanzenwelt gefährde.